# Довгополюк Матвій Лукич
Матвій Лукич Довгополюк (псевдонім Толь Хуртовина;1893, Погребище — замучений 28 лютого 1944 у таборах ГУЛАГу) — український педагог, поет, прозаїк. Редактор журналу «Трудова освіта». Член літературної організації «Плуг», його поезії, оповідання та нариси публікувалися з 1913 року у «Ріллі», «Кооперативному пути», «Трудовій освіті», «Вістях», «Комуністі».
Жертва російсько-більшовицького терору. Батько актриси і режисерки Атталії Гаврюшенко.

## Біографія
Народився в селянській сім′ї.
Професійний агроном. Працював у земських установах Чернігівщини.
З 1913 р. — головний агроном у Охтирці Харківської губернії. Включився в національний рух. 1917 видав першу збірку віршів, а 1918 — перші оповідання. Після встановлення радянської влади на території України лишився в Охтирці, включився у роботу комуністичних органів влади.
Був товаришем дитинства та юності Насті Присяжнюк, приятель Бориса Антоненка-Давидовича Охтирського періоду, а також сумського освітнього діяча Юрія Самброса. Організатор «Охтиського сузір'я» — філії Спілки селянських письменників «Плуг».
З 1923 р. став директором Охтирського дитячого містечка, розташованого на території Свято-Троїцького монастиря, — восьми дитячих будинків та трудової колонії-комуни для безпритульних дітей та сиріт. На кінець 1923 року у дитячому містечку виховувалось 1346 дітей, працювало понад 350 вихователів, учителів, керівників гуртків.
Вихованець Дитмістечка Платон Воронько згадував:
| Хлопчиком батьки віддали мене на виховання в Охтирське дитмістечко. Педагог, агроном і поет Матвій Лукич Довгополюк прагнув відкрити в кожної дитини талант, прищепив любов до поезії Павла Тичини, яка стала для мене тим живим середовищем, у якому формується душа людини. |
1933 звільнений з посади. Працював старшим науковим співробітником Всеукраїнської академії сільськогосподарських наук (м. Харків).
Заарештований групою НКВС СРСР 6 листопада 1937 року, вирок — 10 років ВТТ. Покарання відбував у Ярославській області (РРФСР). Загинув в ув'язненні 28 лютого 1944. Посмертно реабілітований 1990 року. Спогади про нього лишив Ю. Самброс у книзі «Щаблі життя».

## Твори
- «В дні неволі» (зб. віршів) 1917
- «В хвилях життя» (зб.оповідань) 1918
- «Хвилини зневір'я й шукань»
- «Молот» (зб.). Охтирська нар.освіта
- «Завгора скаже» (зб. нарисів), Охтирка, 1922
- «Буквар для дорослих» (підручник) 1923